# 1997 aux échecs
Chronologie des échecs – Année 1997
| Années des échecs : 1994 - 1995 - 1996 - 1997 - 1998 - 1999 - 2000    |
| Décennies des échecs : 1960 - 1970 - 1980 - 1990 - 2000 - 2010 - 2020 |

## Événements majeurs
- Garry Kasparov perd à New York, le match revanche contre l'ordinateur Deep Blue par 3,5 à 2,5 (1 victoire, 3 nulles et deux défaites pour le champion du monde).

## Tournois et opens
- Le Français Joël Lautier remporte le tournoi d'Ubeda en Espagne de catégorie 16 avec 8 points sur 11.

- L'Indien Anand remporte au départage, le tournoi de Dos Hermanas (catégorie 19) devant Kramnik (2740) avec 6 points sur 9. Il devance également Topalov (2725) et Karpov (2760).

- Le Français Étienne Bacrot remporte au départage devant Viktor Kortchnoï (qu'il bat) les Masters d'échecs d'Enghien (catégorie 10) et devient à 14 ans et deux mois, le plus jeune grand maître international de tous les temps (ce record fut plusieurs fois battu depuis).

- Veselin Topalov remporte au départage, le tournoi de Madrid (catégorie 17) devant Alexeï Chirov (2690 Elo) avec 6,5 points sur 9.

- Garry Kasparov remporte seul le tournoi de Novgorod (Russie) de catégorie 19 avec 6,5 points sur 10, devant Kramnik (2740 Elo), Topalov (2725 Elo) et Gelfand (2700 Elo).

- Kramnik remporte le tournoi de Dortmund (Allemagne) de catégorie 18 avec 6,5 points sur 9. Il devance Anand (2765 Elo), Karpov (2745 Elo), Topalov  (2745 Elo) et Ivanchuk (2725 Elo).

### 1ertrimestre
- Le Russe Valery Salov remporte le tournoi de Wijk aan Zee de catégorie 16 avec le score de 8,5/13
- Garry Kasparov (2795 Elo) remporte le tournoi de Linares (catégorie 18) devançant Anand (2765), Kramnik (2740), Ivanchuk (2740) et Topalov (2725)  avec 8,5 points sur 11 (6 victoires, 3 nulles et une défaite face à Ivanchuk).

### 3etrimestre
- Viswanathan Anand remporte le Festival d'échecs de Bienne (Suisse) de catégorie 17 avec 7 points sur 10. Il devance Karpov (2745 Elo) et Gelfand (2695 Elo).

## Championnats nationaux
- Argentine : Guillermo Malbran remporte le championnat[1],[2]. Chez les femmes, pas de championnat.
- Autriche : Nikolaus Stanec remporte le championnat[3],[4]. Chez les femmes, Sonja Sommer s’impose[5].
- Belgique : Ekrem Cekro et Joeri Vetemaa remportent le championnat[6]. Chez les femmes, Snezana Micic s’impose[7].
- Brésil: Rafael Leitão remporte le championnat[8]. Chez les femmes, c’est Tatiana Kaawar Ratcu qui s’impose.
- Canada : Pas de championnat[9]. Chez les femmes non plus[10].
- Chine :  Lin Weiguo remporte le championnat[11]. Chez les femmes, Wang Lei s’impose.
- Écosse : DM Bryson remporte le championnat[12].
- Espagne : Pablo San Segundo Carrillo remporte le championnat[13]. Chez les femmes, c’est Mónica Calzetta qui s’impose[14].
- États-Unis : Joel Benjamin remporte le championnat[15]. Chez les femmes, Esther Epstein s’impose[16].
- Finlande: A.Pihlajasalo remporte le championnat[17].
- France : Vaisser remporte le championnat [18]. Chez les femmes, Nicoara s’impose[19].
- Guatemala : Carlos Armando Juárez[20]
- Honduras : José Antonio Guillén[21]
- Inde : Abhijit Kunte remporte le championnat[22].
- Iran[Note 1] : Ehsan Ghaem-Maghami remporte le championnat[23].
- Kenya : Humphrey Andolo remporte le Championnat du Kenya d'échecs[24].
- Kosovo : Naim Sahitaj[25]
- Pays-Bas : Predrag Nikolic remporte le championnat [26]. Chez les femmes, c’est Zhaoqin Peng[27] qui s’impose.
- Pologne : Robert Kempiński remporte le championnat[28].
- Roumanie: Chez, les femmes, Corina-Isabela Peptan remporte le championnat[29]
- Royaume-Uni : Michael Adams et Matthew Sadler remportent le championnat[30].
- Russie : Peter Svidler remporte le championnat[31].
- Suisse : Joseph Gallagher remporte le championnat [32]. Chez les dames, c’est Tatjana Lematschko qui s’impose[33].

- Ukraine : Vladimir Baklan remporte le championnat[34],[35]. Chez les femmes, Lidia Semenova s’impose[36].
- RF Yougoslavie : Dragoljub Velimirovic remporte le championnat[37],[38]. Chez les femmes, Natacha Bojkovic s’impose.

## Divers
- Classement Elo au 1er janvier

| 1er | Garry Kasparov    | 2795 |
| 2e  | Viswanathan Anand | 2765 |
| 3e  | Anatoli Karpov    | 2760 |
| 4e  | Vladimir Kramnik  | 2740 |
| 5e  | Vasily Ivanchuk   | 2740 |
| 6e  | Veselin Topalov   | 2725 |
| 7e  | Gata Kamsky       | 2720 |
| 8e  | Boris Gelfand     | 2700 |
| 9e  | Alexeï Chirov     | 2690 |
| 10e | Nigel Short       | 2690 |

- Classement Elo au 1er juillet

| 1er | Garry Kasparov      | 2820 |
| 2e  | Vladimir Kramnik    | 2770 |
| 3e  | Viswanathan Anand   | 2765 |
| 4e  | Veselin Topalov     | 2745 |
| 5e  | Anatoli Karpov      | 2745 |
| 6e  | Vasily Ivanchuk     | 2725 |
| 7e  | Gata Kamsky         | 2720 |
| 8e  | Alexander Beliavsky | 2710 |
| 9e  | Alexeï Chirov       | 2700 |
| 10e | Boris Gelfand       | 2695 |

Chez les dames
| 1er | Judit Polgar | 2645 |
| 2e  | Susan Polgar | 2565 |
| 3e  | Pia Cramling | 2545 |

## Naissances
- Kirill Alekseïenko

## Nécrologie
- En 1997 : Vitaly Maiorov (en), Eqrem Konçi (en), Jules Ehrat (en)
- 17 janvier : Willem Mühring (en)
- 2 février : Erich Eliskases
- 16 février : Alvis Vītoliņš
- 9 avril : Josefa Gurfinkel (en)
- 24 mai : José Rubinstein (en)
- 30 mai : Osvaldo Bazán (en)
- 5 juillet : Miguel Najdorf
- 9 juillet : Walter Korn (en)
- En août : Viatcheslav Tchebanenko
- 17 août : Fotis Mastihiadis (en)
- 5 septembre : George Shainswit (en)
- 4 novembre : John Holford (en)
- 12 novembre : Emil Karastoichev (en)
- 5 décembre : Terrey Shaw (en)